# Leo von Caprivi
Georg Leo von Caprivi de Caprara de Montecuccoli, född den 24 februari 1831 i Charlottenburg, död den 6 februari 1899 i Skyren, Brandenburg, var en tysk greve, militär och politiker. von Caprivi var tysk rikskansler mellan 1890 till 1894 och efterträdare till Otto von Bismarck.

## Biografi
Caprivis familj härstammade från Krain, idag Slovenien, med den första kända anfader i Andreas Kopriva (död kring 1570). Under 1600-talet flyttade familjen till Schlesien där man efter förtjänster under turkkrigen 1653 blev upphöjda till riddare. Sedan slutet av 1600-talet kallade man sig von Caprivi. Leo von Caprivi var äldste son till Leopold von Caprivi (1797–1865) och Emilie Köpke (1803–1871). Fadern var medlem av Preußisches Herrenhaus. Brodern Raimund von Caprivi var generallöjtnant. Leo von Caprivi var mycket medveten om sina slovenska rötter, vilket framgår av hans bok "Reden" från 1894.

### Militär karriär
Leo von Caprivi blev 1850 officer vid preussiska gardesinfanteriet, genomgick krigsakademien i Berlin och blev 1861 kapten vid generalstaben. Han vann snart Moltkes förtroende och protektion samt deltog som major i 1:a arméns generalstab i preussisk-österrikiska kriget 1866. Vid utbrottet av fransk-tyska kriget utnämndes Caprivi till överstelöjtnant och stabschef vid 10:e armékåren. Han anses ha gjort goda insatser för armékårens operationer särskilt i slagen vid Vionville 16 augusti 1870 och vid Beaune-la-Rolande 28 november samma år.
Efter fredsslutet anställdes Caprivi i krigsministeriet, blev 1872 överste, 1877 generalmajor, 1878 brigadchef, 1882 generallöjtnant och divisionschef samt 1883 chef för amiralitetet och viceamiral. Under de fem år han stod i spetsen för det tyska sjöförsvaret främjade han kraftigt flottans och torpedväsendets utveckling samt fick även tillfälle visa, att han var en skicklig administratör och en framstående parlamentarisk talare. År 1888 utnämndes han till general av infanteriet och chef för 10:e armékåren i Hannover.

### Rikskansler
Det väckte allmän överraskning att Caprivi den 20 mars 1890 utnämndes till rikskansler samt preussisk utrikesminister och ministerpresident av kejsar Vilhelm II efter Bismarcks avgång. Inom utrikespolitiken gjorde han till sin främsta uppgift att bibehålla och stärka vänskapsbanden med Österrike-Ungern och Italien. Trippelalliansen dem emellan förnyades i juni 1891 för en tid av sex år. Han slöt (l juli 1890) en traktat, Helgoland-Zanzibar-fördraget, med Storbritannien, varigenom Tyskland avstod Zanzibar till Storbritannien, men i stället erhöll ön Helgoland, som behärskar inloppet till Elbe.
Inom inrikespolitiken försökte han uppnå en mildring av klassmotsättningarna, dock med konservativa grundsatser. Det av Bismarck proklamerade belägringstillståndet i Berlin och andra stora städer upphävdes. Undantagslagarna mot socialdemokraterna, som löpte ut 30 september 1890 förnyades inte. Den polsktalande befolkningen i Posen och Västpreussen behandlades med större mildhet än förut, och förbuden mot användande av polska språket vid folkundervisningen upphävdes. Det av Bismarck införda passtvånget i Elsass-Lothringen avskaffades.
Ultraprotektionisterna och den agrara högern var de starkaste motståndarna mot Caprivis industrivänliga, liberala handelspolitik. Efter långvariga underhandlingar lyckades han sluta handelsavtal med Österrike-Ungern, Italien, Belgien och Schweiz. Hans politiska prestige ökade genom att han, trots agrarernas och de konservativas häftiga motstånd, försvarade och genomdrev avtalen i den tyska riksdagen. Till belöning erhöll han 18 december 1891 grevlig värdighet. 
Ännu besvärligare var underhandlingarna med Ryssland, som avbröts flera gånger och först i början av 1894 ledde till en för den tyska industrin mycket fördelaktig rysk-tysk handelstraktat på tio år. Motståndet var även stort mot Caprivis stora militärlagförslag, varigenom den militära tjänstetiden nedsattes till två år, men arméns fredsstyrka ökades med omkring 80 000 man. Då tyska riksdagen 6 maj 1893 förkastade detta förslag, utlystes nyval, som gav Caprivi majoritet, och militärlagen antogs i juli 1893.
Redan 24 mars 1892 hade Caprivi avgått från sin plats som preussisk ministerpresident. Han kvarstod visserligen som tysk rikskansler och preussisk utrikesminister, men den nye preussiske ministerpresidenten greve Botho zu Eulenburg uppträdde snart som hans motståndare. Rivaliteten mellan de båda statsmännen ledde till att de bägge samtidigt, 26 oktober 1894, såg sig föranlåtna att ta avsked. I deras ställe utnämndes furst Chlodwig zu Hohenlohe-Schillingsfürst till tysk rikskansler och preussisk ministerpresident. Caprivi levde sedan långt från allt deltagande i det politiska livet och avled 6 februari 1899 på sin egendom Skyren, nära staden Krossen i Brandenburg.